# Margaritaria
Margaritaria é um género botânico pertencente à família Phyllanthaceae (antes pertecente à família Euphorbiaceae). Compreende as 14 espécies mais pequenas do género. Para o Brasil, uma espécie muito citada é a Margaritaria nobilis, encontrada na Mata Atlântica.

## Espécies
- Margaritaria indica
- Margaritaria nobilis
- Dentre outras.

## Sinônimos
- Calococcus Kurz ex Teijsm.
- Prosorus Dalzell
- Wurtzia Baill.
- Zygospermum Thwaites ex Baill.